# Jytte Hansen
Jytte Solveig Hansen (Odense, Dinamarca, 25 de julio de 1932-26 de noviembre de 2015) fue una nadadora especializada en pruebas de estilo braza. Fue subcampeona de Europa en 200 metros braza durante el Campeonato Europeo de Natación de 1954.

## Palmarés internacional
| Campeonato Europeo de Natación | Campeonato Europeo de Natación | Campeonato Europeo de Natación | Campeonato Europeo de Natación |
| Año                            | Lugar                          | Medalla                        | Prueba                         |
| ------------------------------ | ------------------------------ | ------------------------------ | ------------------------------ |
| 1954                           | Turín (Italia)                 | Medalla de plata               | 200 m braza                    |